# Schifferkapelle (Oberndorf bei Salzburg)

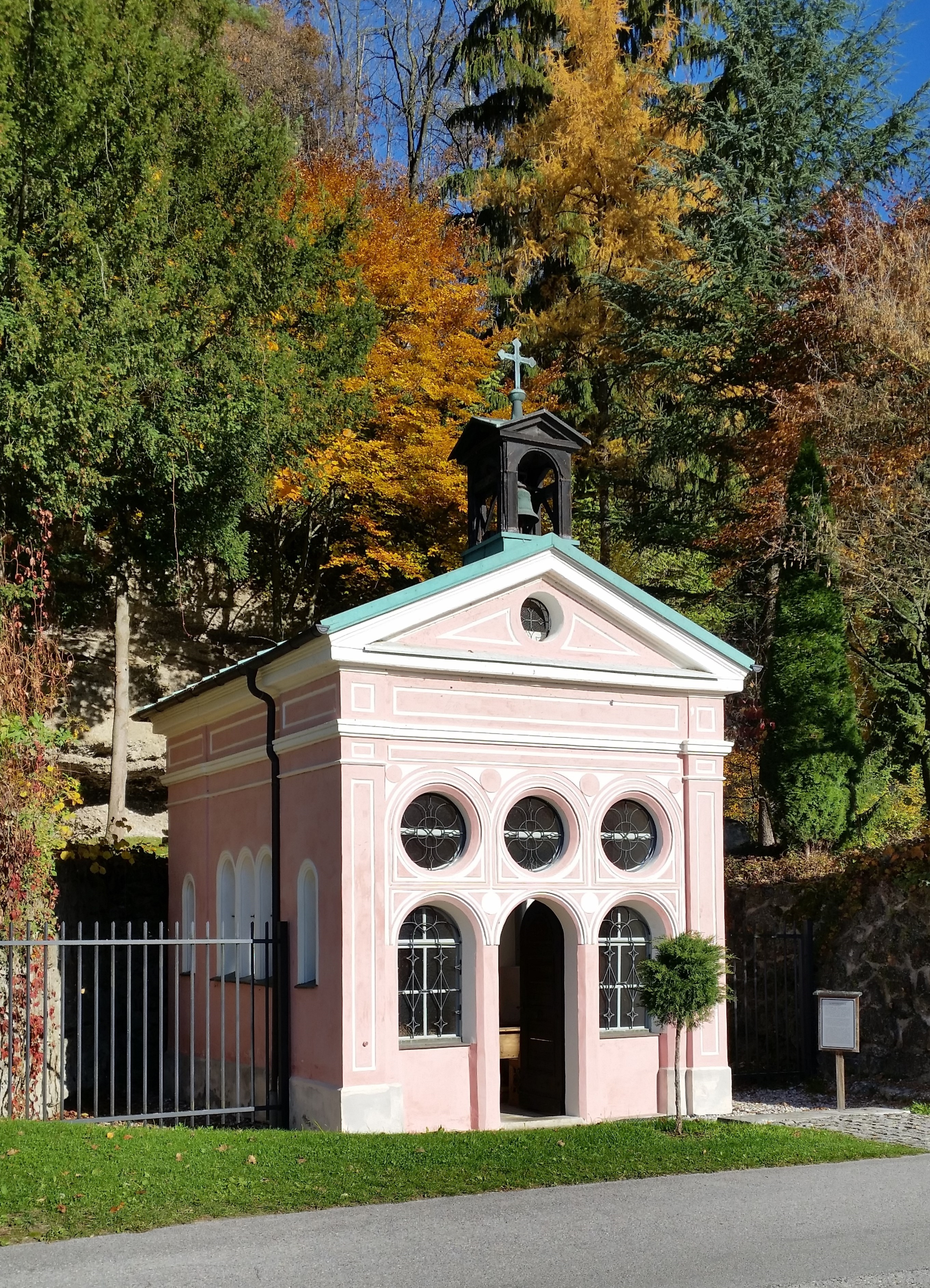
Die Schifferkapelle in Oberndorf bei Salzburg

Die Schifferkapelle in der Salzburger Stadtgemeinde Oberndorf bei Salzburg (Bezirk Salzburg-Umgebung) ist eine dem heiligen Christophorus geweihte, unter Denkmalschutz stehende Kapelle an der Salzach und wird daher auch Christophoruskapelle genannt. Der erstmals im frühen 16. Jahrhundert erwähnte und bis 1870 von den örtlichen Salzhandelsherren unterhaltene Bau war eine Andachtsstätte für die damaligen Salzachschiffer.

## Geschichte
Erstmals wird 1518 eine bei einem Wintersbrunnen befindliche, dem heiligen Christophorus geweihte Kapelle genannt. Die Lage ist am rechten Salzachufer bei der früheren Schifflände am westlichen Ende von Altach, dem ältesten Teil Oberndorfs, das bis 1816 ein Teil der heute bayerischen Stadtgemeinde Laufen war. Der Ort war ein Umschlagplatz für das aus Hallein und Bad Reichenhall herangebrachte Salz. Man vermutet, dass es sich bei dem ursprünglichen Bau um einen größeren Bildstock handelte.
Dieser wurde 1661 auf Kosten der Laufener Schiffergemeinde zu einer aus Holz gebauten Kapelle erweitert und letztlich, ebenfalls auf Kosten der Schiffleute, 1858 durch den jetzigen Neubau, vermutlich an neuer Stelle, ersetzt. Eingeweiht wurde die Kapelle am 25. Juli 1859,
dem Tag des (katholischen) Patroziniums des heiligen Christophorus, der auch Jahrmarkttag in Altach war. Die Auflage war, dass die Schiffleute die Kapelle zu erhalten hatten und die Schiffer vor der Abfahrt zum Gebet in die Kapelle kamen. Messen wurden nur zum Patroziniumsfest abgehalten, ansonsten vereinzelt Rosenkranzandachten.
Die Kapelle – nunmehr etwas unterhalb der ehemaligen Salzachbrücke, wo sich heute der Europasteg befindet – wurde von der Unteren Petersbüchsen-Bruderschaft unterhalten, einer Bruderschaft der Flößleute. Es bestand der Brauch, dass die Schiffer (Naufergen) bei der Abfahrt der schwer beladenen Boote mit dem Paddel bei der Kapelle ein Kreuz in das Wasser zeichneten und – wie auf der Handelsschifffahrt auf Inn, Salzach, Traun und Donau generell – den Ausspruch Nahui in Gotts Nam taten, eine Anrufung Gottes für seinen Beistand während der gefahrvollen Reise auf den damals noch wesentlich wilderen Wasserläufen. Auch sollen vor dem Löschen von Schiffsladungen öfters Messen vor der Kapelle abgehalten worden sein.
Nach Einstellung der Salzachschifffahrt löste sich 1870 die Schiffergemeinde auf, sodass für die Kapelle niemand mehr verantwortlich war. Sebastian Hofer, ein Gastwirt und Realitätenbesitzer aus Kirchanschöring spendete 440 Gulden als Stiftungskapital, das in der Folgezeit in Anspruch genommen wurde. (In den Jahrhunderten zuvor waren Stiftungen von Privatleuten an religiöse Einrichtungen eine gängige Form der Finanzierung gewesen.)
Mehrere schwere Hochwässer um die Wende zum 20. Jahrhundert und danach führten dazu, dass die damals noch näher gelegene Pfarrkirche St. Nikolaus abgerissen und mehrere hundert Meter flussaufwärts neu errichtet wurde, um die sich auch ein neuer Ortskern bildete. Auch die Schifferkapelle wurde so stark in Mitleidenschaft gezogen, dass sie 1924 beseitigt werden sollte. Abbruchmaterial und Glocke waren bereits vergeben, doch der Bau wurde gerettet. 1936 beschloss der Gemeinderat eine Renovierung der Kapelle, eine Dacherneuerung erfolgte 1952. Zum 700-jährigen Bestehen der Oberndorfer Schifferschützen wurde die Kapelle 1978 erneut renoviert. Eine letzte Instandsetzung auch mit Renovierung des Dachstuhls und Ausbesserungen von Altar und Stukkaturen unternahm man 1997/1998.
Die Schifferkapelle stand möglicherweise im Zusammenhang mit dem seinerzeitigen Schifferspital, einer Fürsorgeeinrichtung für arbeitsunfähig gewordene oder verarmte Schifferleute. Heute wird die Kapelle vom Traditionsverband des Oberndorfer Schifferschützen-Corps gemeinsam mit der Stadtgemeinde unterhalten. Sie steht unter Denkmalschutz.

## Bau und Ausstattung

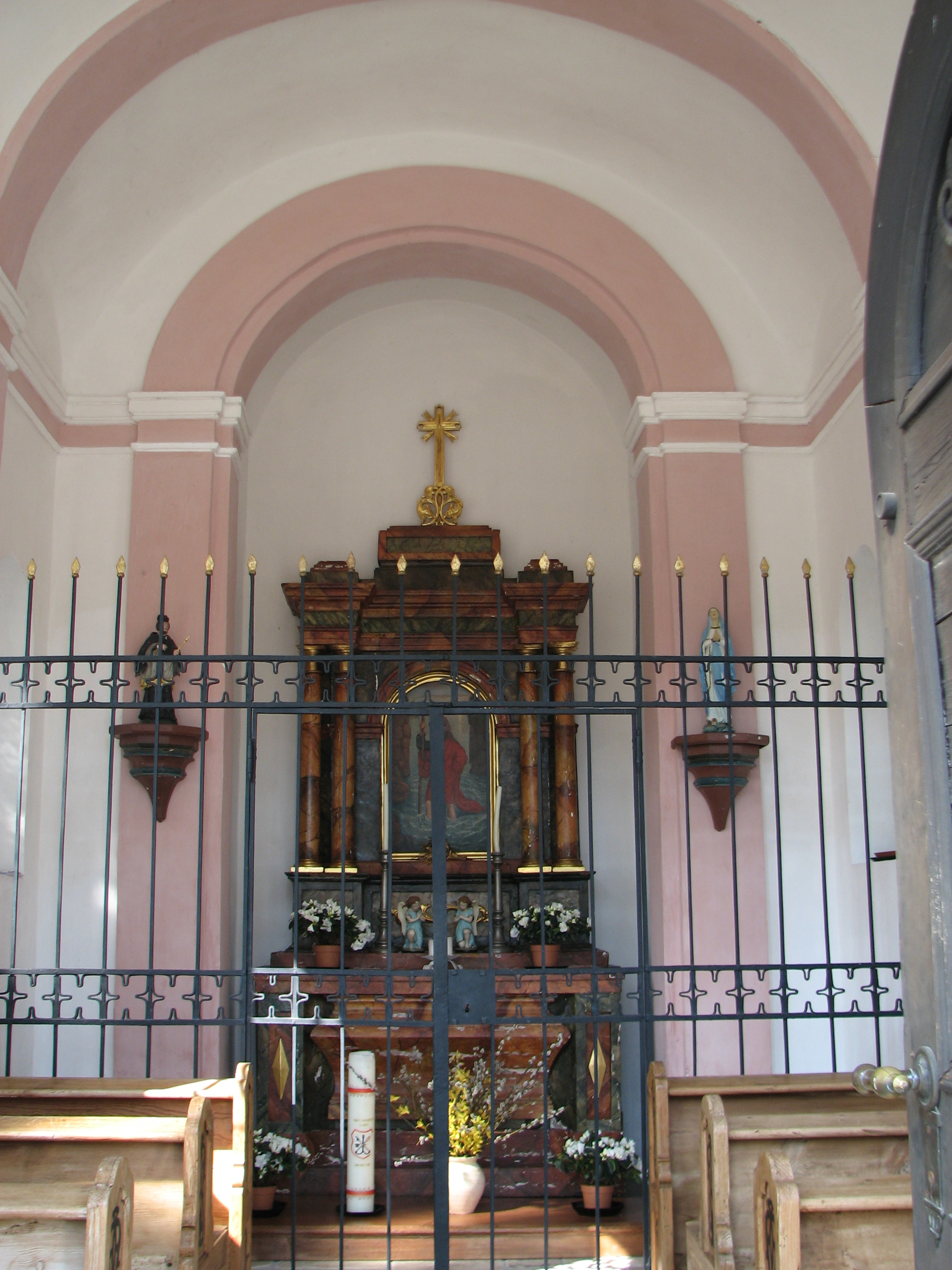
Altarraum

Die Oberndorfer Schifferkapelle ist im neuromanischem Stil erbaut. Die Südfront ist mit Pilastern versehen, weist ein Rundbogenportal mit zwei Rundbogenfenstern auf, worüber sich drei Rundfenster befinden. Zwischen den Fenstern sind geometrisch gemusterte Stuckornamente, ein Dreiecksgiebel schließt die Fassade ab. Das Satteldach trägt einen hölzernen Glockenstuhl. Die Kapelle hat im Innenraum ein Tonnengewölbe und weist einen eingezogenen Chor mit geradem Abschluss auf.
Der Altarraum ist mit einem schmiedeeisernen Gitter vom Rest des Inneren getrennt. Das Bild des neubarocken, vom Ende des 18. Jahrhunderts stammenden und aus Holz gefertigten Altars zeigt den heiligen Christophorus, der das Jesuskind über das Wasser trägt, eine Nachbildung eines Gemäldes von Dierick Bouts. Zur Ausstattung gehörten eine Holzfigur der Anna selbdritt aus dem 15. Jahrhundert sowie eine Statuette des hl. Johannes Nepomuk, die im 20. Jahrhundert in die Amtsräume des Bürgermeisters von Oberndorf verbracht wurde. Heute befinden sich seitlich des Altars eine einfache kleine Marienstatue und eine weitere Heiligenfigur.
Die einfachen Kirchenbänke sind an den Wangen mit gemalten Blattornamenten versehen.